# Vrede van Münster

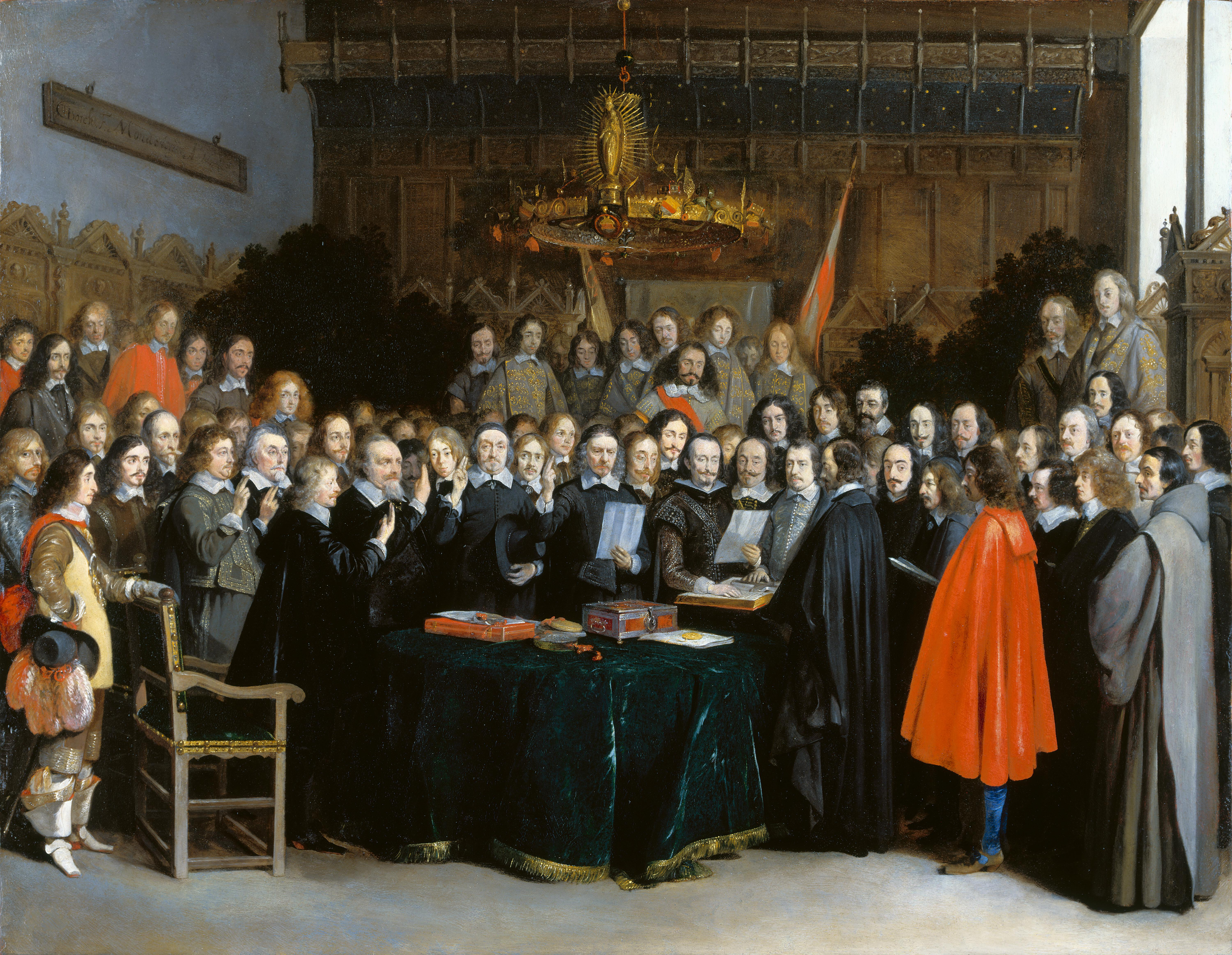
De beëdiging van het verdrag door de Spaanse en Nederlandse onderhandelaars (Gerard Terborch, 1648). De ondertekening van het vredesverdrag van Münster - de zes onderhandelaars met opgeheven vingers v.l.n.r. Willem Ripperda, Frans van Donia, Adriaen Clant tot Stedum, Adriaen Pauw, Johan van Mathenesse en Barthold van Gent.

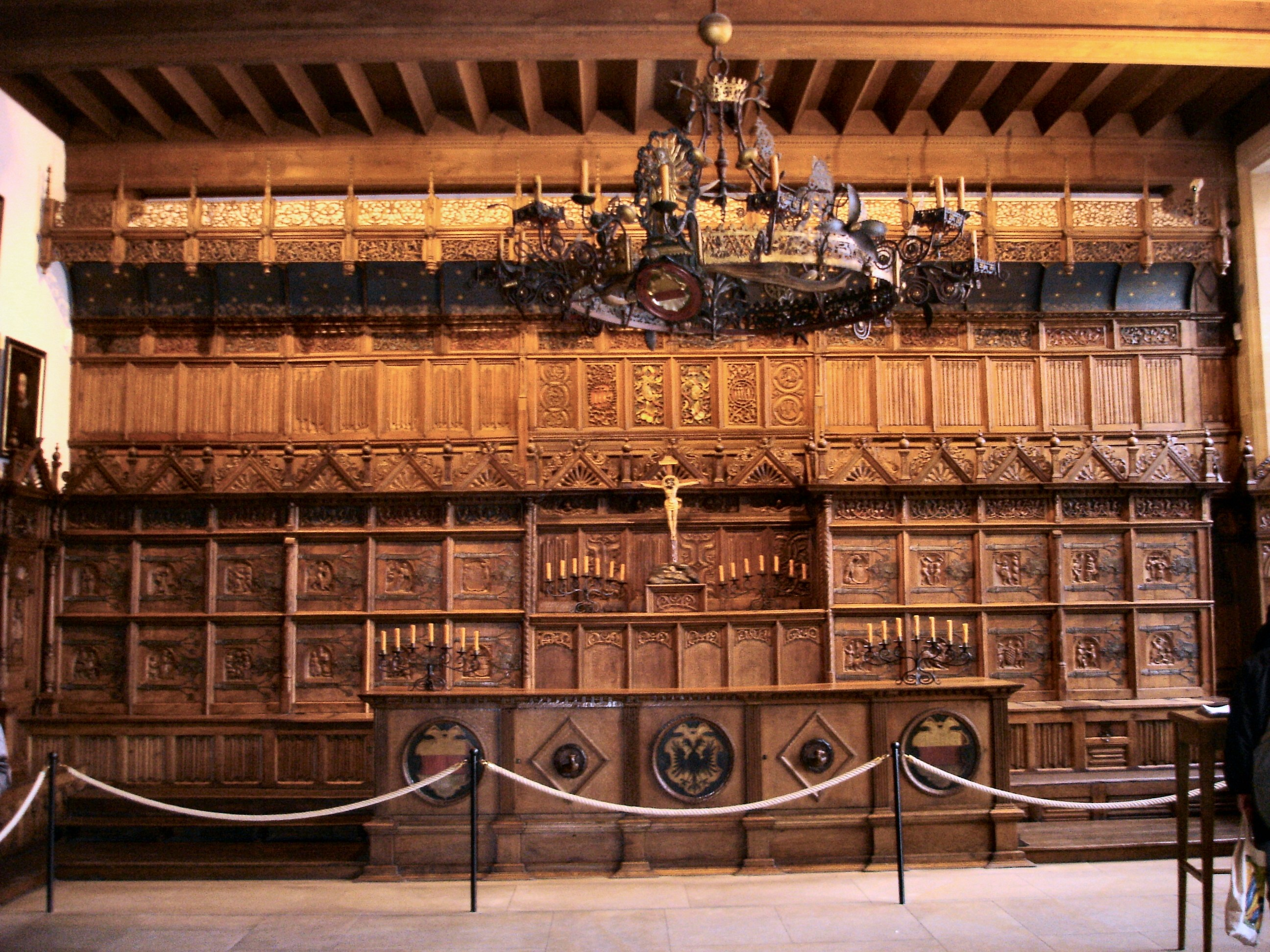
"Friedenssaal" in het historische stadhuis van Münster anno 2005.

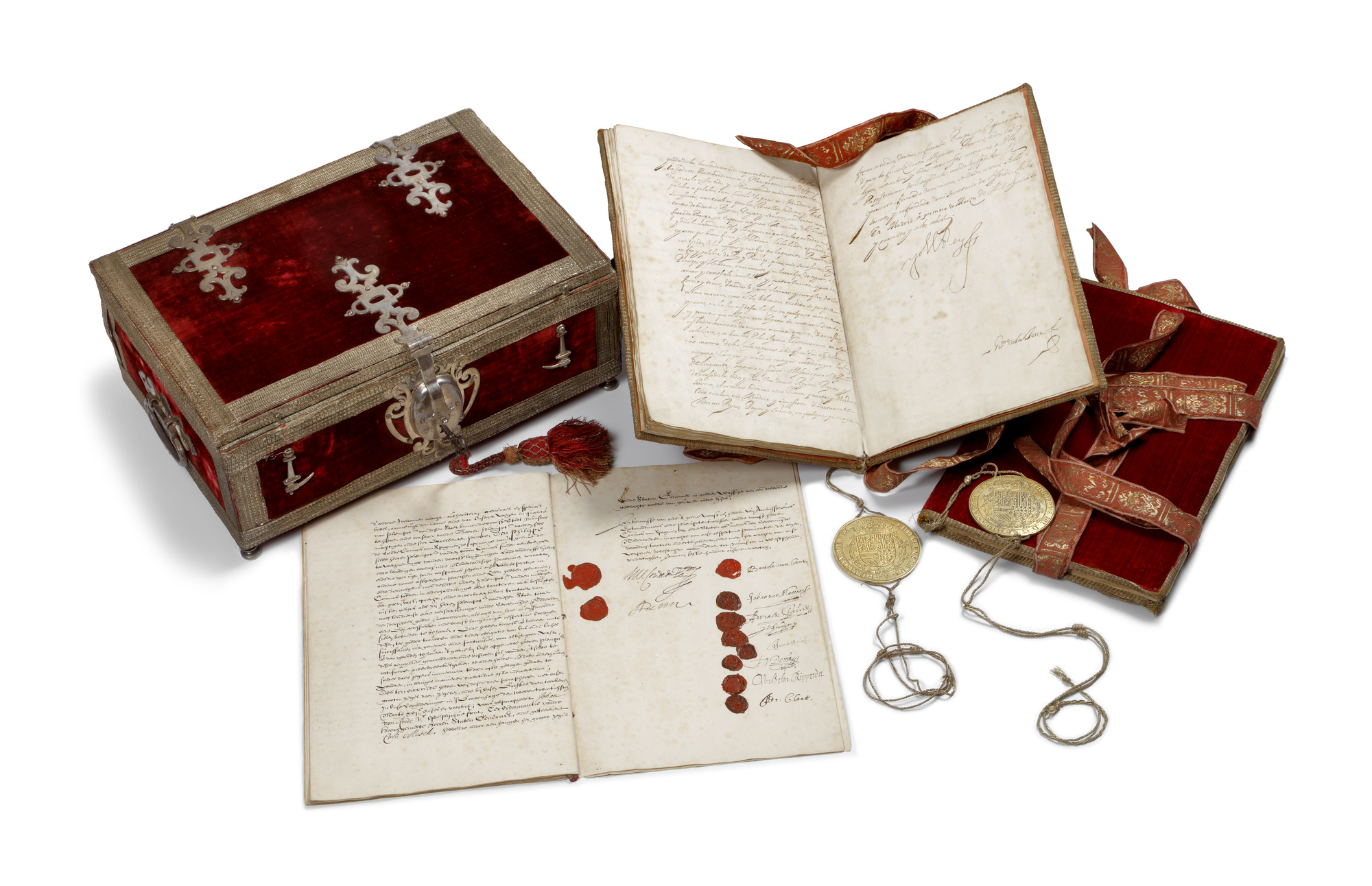
Archiefstukken van het vredesverdrag van Münster met daarop de ondertekeningen en persoonlijke zegels van de onderhandelaars, in het Nationaal Archief te Den Haag. Het verdrag beslaat in totaal zo'n veertig pagina's.

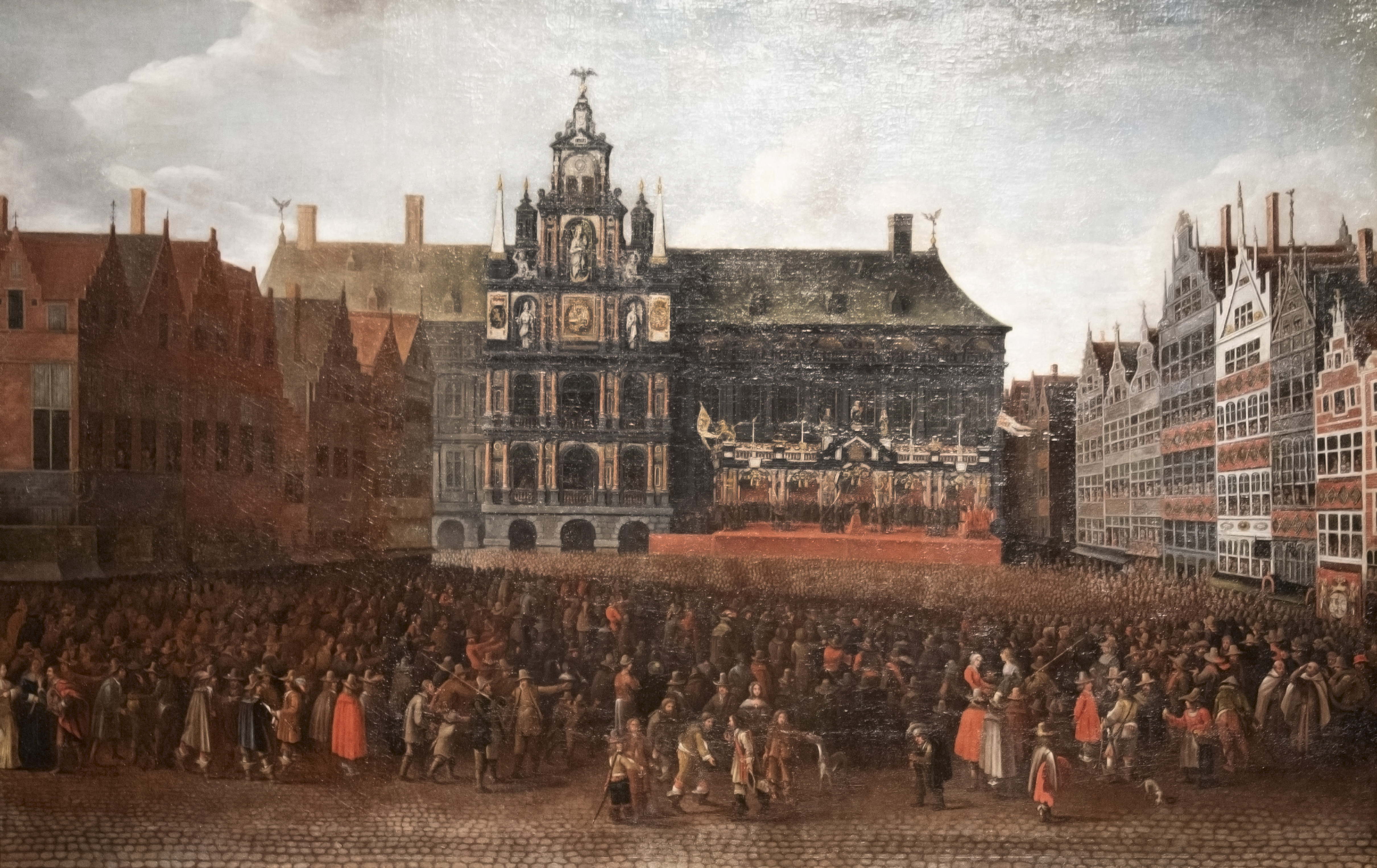
De afkondiging van de Vrede van Münster op de Grote Markt in Antwerpen (Maximiliaen Pauwels, 1649).

De Vrede van Münster was een verdrag dat op 15 mei 1648 in Münster gesloten werd tussen Spanje en de Republiek der Zeven Verenigde Nederlanden. Met dit verdrag kwam er een einde aan de Tachtigjarige Oorlog tussen Spanje en de opstandelingen in de Republiek en werd de Republiek als soevereine staat erkend.
De Vrede van Münster moet niet worden verward met het Verdrag van Münster van 24 oktober 1648 tussen het Heilige Roomse Rijk en Frankrijk, dat samen met het Verdrag van Osnabrück van dezelfde datum tussen het Heilige Roomse Rijk en Zweden samen de Vrede van Westfalen vormt. 
Het verdrag tussen Spanje en de Nederlanden werd op 30 januari 1648 vastgelegd. Op 15 mei werd de vrede getekend en door Nederlandse en Spaanse gezanten met een eed bekrachtigd, onder grote belangstelling van het volk in Münster.

## Achtergrond
De Franse inmenging in de oorlog tegen Spanje had het tij definitief in het voordeel van de Republiek gekeerd. Inmiddels was het oorlog in grote delen van Europa: de Dertigjarige Oorlog. In 1641 begonnen vredesonderhandelingen tussen de strijdende partijen in deze oorlog. Afgesproken werd dat in Münster en Osnabrück onderhandeld zou worden. Hoewel de Republiek der Zeven Verenigde Nederlanden niet meevocht in de Dertigjarige Oorlog, werd besloten de Republiek toch uit te nodigen bij de vredesonderhandelingen. Door de oorlog tegen Spanje was de Republiek te veel een partij geworden. Via Frankrijk werd een uitnodiging ontvangen.
Hoewel er rond die tijd enorme militaire successen werden geboekt, was er binnen de Republiek steeds meer sprake van een vredesstemming. De langdurige oorlog kostte veel geld en mensenlevens. Alleen de gewesten Zeeland en Utrecht en de stad Leiden bleven tot het einde toe voorstander van het voortzetten van de oorlog.
De Republiek werd door geen enkel land erkend, behalve door zijn eigen soevereine gewesten, die op hun beurt ook door geen andere naties als een zelfstandige natie gezien werden. Desondanks lukte het de Republiek om zijn afgevaardigden bij de vredesbesprekingen te laten doorgaan voor ambassadeurs, die daarom - de Staten-Generaal stonden erop - met 'Excellentie' moesten worden aangesproken. Daarmee werd bereikt dat de Republiek via een omweg als een volwaardige staat aan de onderhandelingen meedeed; zelfs Spanje stemde in.

## Onderhandelaars
In januari 1646 kwamen acht vertegenwoordigers van de Republiek per koets in Münster aan om te onderhandelen. De Staatse delegatie bestond uit de Gelderse edelman Barthold van Gent, heer van Mynerswijck, die vanwege zijn afkomst voorzitter was, Adriaen Pauw en Johan van Mathenesse uit Holland, de Overijsselaar Willem Ripperda uit Hengelo, de Groninger Adriaen Clant van Stedum, de Utrechtse edelman Godart van Reede van Nederhorst, Frans van Donia uit Friesland en de Zeeuw Johan de Knuyt.
De besprekingen vonden plaats in het Huis van het Kramersgilde, tegenwoordig het Haus der Niederlande. De Spaanse onderhandelaars hadden uitgebreide volmachten meegekregen van koning Filips IV, die al jaren vrede zocht. De Spaanse delegatie stond onder leiding van de topdiplomaat Gaspar de Bracamonte y Guzmán. De gesprekken werden in het Latijn, Frans en Nederlands gevoerd.

## De inhoud
Tijdens het overleg werden de Republiek en Spanje het snel eens. De tekst van het Twaalfjarig Bestand werd als uitgangspunt genomen en dit maakte het een stuk makkelijker om het vredesverdrag te formuleren, omdat veel artikelen zonder al te veel aanpassingen konden worden overgenomen. Als men de teksten van het Twaalfjarig Bestand van 1609 en de Vrede van Münster van 1648 naast elkaar legt, dan zijn de artikelen die geheel of gedeeltelijk met elkaar overeenkomen als volgt:
| Twaalfjarig Bestand (1609) | Art. 1 | 2 | 3 | 4 | 5 | 6 | 7 | 8  | 9  | 10/11 | 12 | 13 | 14 | 15 | 16 | 17 | 18 | 19 | 20 | 21 | 22 | 23 | 24 | 25 | 26 | 27 | 28 | 29 | 30 | 31 | 32 | 33 | 34 | 36 | 37 | 38 |
| Vrede van Münster (1648)   | Art. 1 | 2 | 3 | 4 | 5 | 7 | 8 | 17 | 20 | 22    | 23 | 24 | 25 | 31 | 32 | 33 | 34 | 42 | 43 | 46 | 47 | 48 | 51 | 54 | 55 | 56 | 57 | 58 | 59 | 60 | 61 | 62 | 63 | 75 | 77 | 79 |

De Republiek werd formeel door Spanje als soevereine staat erkend. Deze belangrijke toegeving van Spanje was dan ook het eerste punt; Spanje hield op de Staten van de Republiek te zien als Spaanse onderdanen (wat ze 100 jaar lang gedaan had) die opstandig waren en de kroon dienden te gehoorzamen. De vrede leek nabij. Frankrijk, waarmee de Republiek had afgesproken om tot een gezamenlijk verdrag met Spanje te komen, gooide roet in het eten door steeds met nieuwe eisen te komen. De Staten besloten hierop buiten Frankrijk om vrede te sluiten met Spanje. Op 30 januari 1648 werd de vredestekst vastgesteld in vier exemplaren, twee in het Frans en twee in het Nederlands. De Utrechtse afgevaardigde Nederhorst weigerde aanvankelijk zijn handtekening en zegel te zetten, maar na daartoe door zijn gewest te zijn gedwongen zette hij ze op 30 april alsnog (al pasten ze niet helemaal meer netjes op het document). Toen werden de stukken ter ratificatie naar Den Haag en Madrid gestuurd. Op 15 mei werd de vrede definitief getekend en door Nederlandse en Spaanse gezanten met een eed bekrachtigd, onder grote belangstelling van het volk.
In Nederland bewaart het Nationaal Archief in Den Haag twee exemplaren van de Vrede van Münster, een Nederlandstalige ("NL-HaNA 1.01.02 12588.55B") en een Franstalige versie ("NL-HaNA 1.01.02 12588.55C"). Beide versies zijn van Spaanse zijde voorzien van Franstalige ratificaties die allebei door koning Filips IV zijn ondertekend – de ene in het Spaans met Yo el Rey ("ik de koning"), de andere in het Frans met Philippe ("Filips") – en voorzien van zijn zegel in massief goud.:12–13 Ze zijn te zien in de expositieruimte van het archief. Het Archivo General de Simancas in Spanje bewaart het andere Nederlandstalige exemplaar ("ES.47161.AGS//EST,LEG,2943,27") en het andere Franstalige exemplaar ("ES.47161.AGS//EST,LEG,2943,28").

## Gevolgen

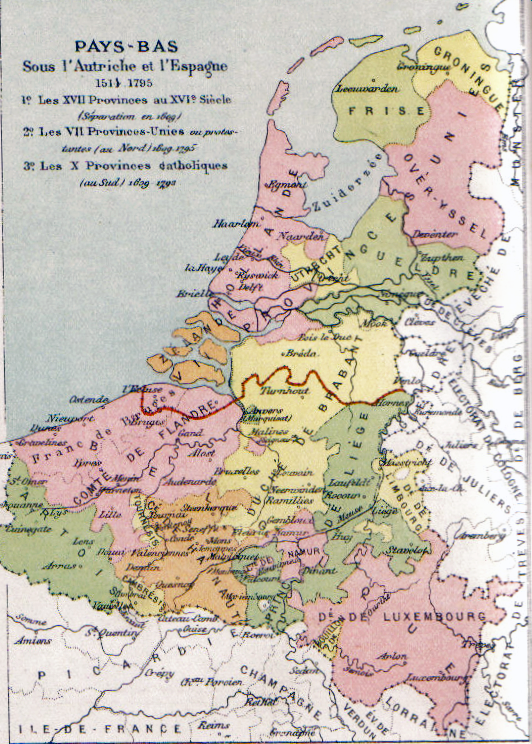
Kaart van de Zeventien Provinciën met in rood de lijn van de scheiding tussen de Noordelijke en de Zuidelijke Nederlanden in 1648.

- De koning van Spanje spande zich in om de Republiek als een soeverein land te laten erkennen door het Heilige Roomse Rijk. De keizer deed dit, waarmee de Republiek het Heilige Roomse Rijk verliet. De Rijksstanden gingen niet over tot erkenning, alleen de keizer.
- Een belangrijk indirect gevolg van dit verdrag was dat het Nederduits-Gereformeerde geloof de 'staatskerk' van de Republiek werd. Alle goederen van de Rooms-Katholieke Kerk vervielen aan de overheid: kerken, kapellen, kloosters en andere bezittingen. De rooms-katholieken moesten tot 1795 gebruikmaken van 'schuilkerken': ze mochten kerkdiensten houden, maar niet in gebouwen die aan de buitenkant als kerk herkenbaar waren.
- Ook kwam er een grens tussen de Republiek en de Zuidelijke Nederlanden. Die werd bepaald door de toenmalige frontsituatie tussen het gebied van de Nederlandse opstandelingen en dat van de Spanjaarden. De grens in Limburg werd pas in 1661 definitief vastgelegd met het Partagetraktaat. Het belangrijkste gevolg voor Antwerpen was dat er definitief een staatsgrens kwam te liggen op de Schelde en dat de soevereiniteit van de Republiek op de Zeeuwse Schelde werd erkend.
- Qua handelsvoorwaarden haalde de Republiek zijn slag thuis. Spanje kreeg geen toegang tot de vaart op de Nederlandse koloniën, en omgekeerd. Ook was het Spaanse onderdanen verboden hun overzeese handel met Oost-Indië uit te breiden.[9] De Schelde bleef gesloten voor doorgaande zeevaart (maar niet voor de handel) van en naar de Zuidelijke Nederlanden. Deze laatste mochten in de Vlaamse kusthavens (bijv. Oostende) geen lagere taksen heffen dan op de Schelde, omdat dit oneerlijke concurrentie met de Scheldevaart zou zijn.[10]